# Воплощение

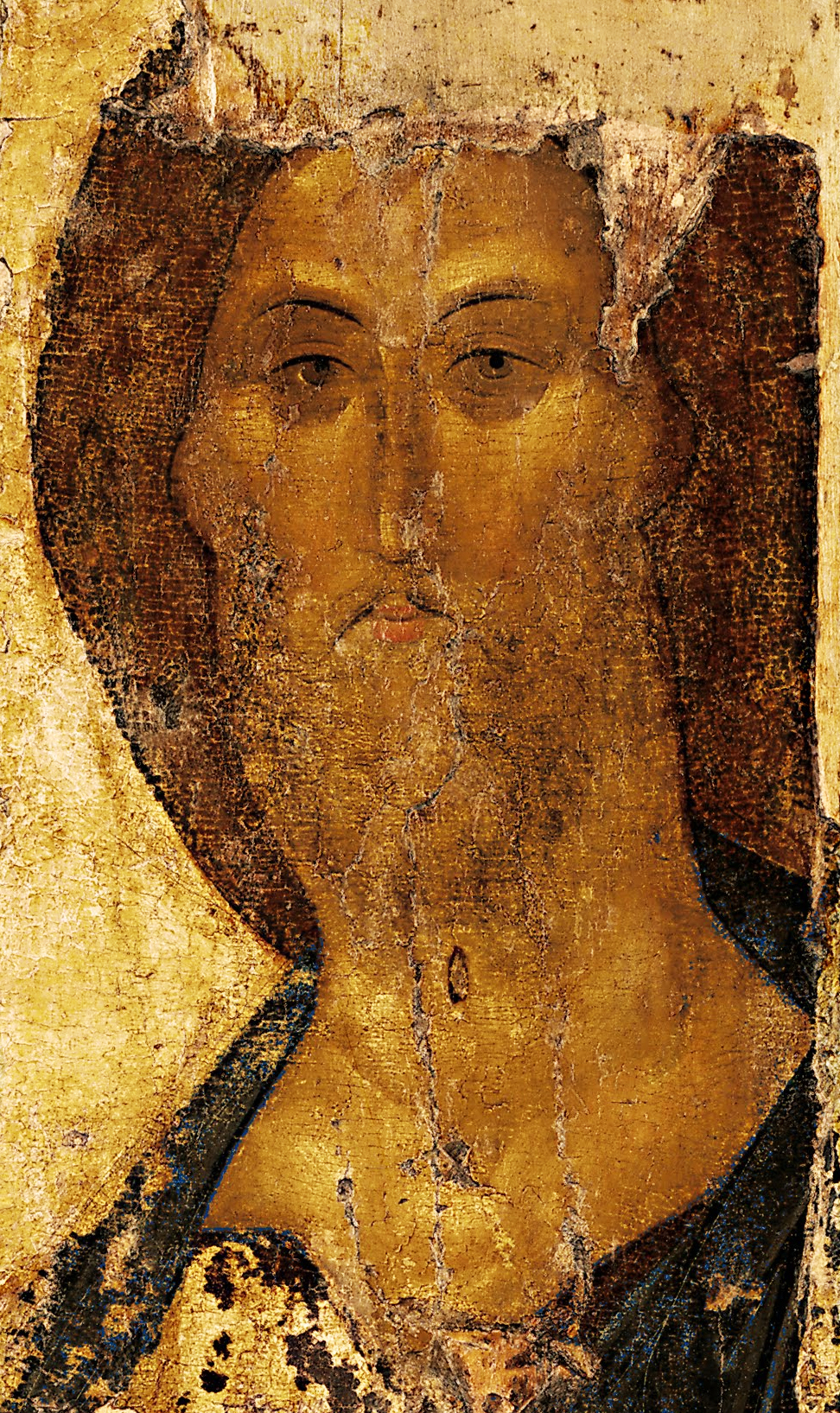
Спас из Звенигородского чина, рубеж XIV—XV веков

Воплоще́ние — один из центральных догматов веры в христианстве, акт непостижимого соединения вечного Бога с сотворённой Богом же человеческой природой.

## В христианстве

### Догмат
Согласно христианскому богословию, Бог изначально сотворил человека способным к личному соединению с Богом для вечной любви. И даже после грехопадения прародителей Адама и Евы, в каждом человеке оставалась заложенная Творцом жажда Бога. В Пресвятой Богородице был реализован замысел Бога о человеке, непостижимый даже для высших ангелов. Через архангела Гавриила Дева Мария дала согласие стать пречистой Матерью Бога. И тотчас Дух Святой сошёл на Неё, — Она бесстрастно (без мужчины) зачала и через естественные для людей 9 месяцев безболезненно родила Богомладенца Иисуса Христа.
По определению IV Вселенского Собора (451 г.), во Христе Бог-Сын (Второе Лицо Святой Троицы) соединился с человеческой природой «неслитно, неизменно, нераздельно, неразлучно», то есть во Христе признаются две природы (божественная и человеческая), но одна Личность (Бог-Сын). При этом ни природа Бога, ни природа человеческая не претерпели никакого изменения, но остались по-прежнему полноценными.
Именно Христос взял на Себя грехи всех людей, ради которых претерпел жесточайшие страдания, невинную смерть на Кресте и последовавшее за ней сошествие в ад, а затем воскрес Своей человеческой плотью, обожил Её и вознёс Её превыше Небес. И этой Божественной Плоти приобщаются христиане под видом освящённого хлеба и вина, чтобы и самим стать божественною плотью Христа для вечной жизни в Боге. Иначе говоря, Бог воплотился в человеке, чтобы люди могли воплощаться (раскрывать свои способности, реализовываться) в Боге.
Православное богословие считает уникальным и неповторимым воплощение Бога в человеческой природе. Во Христе всесовершенный Бог соединился с нашей обычной, полноценной (но обезличенной) человеческой природой (состоящей из человеческого духа, души и тела и имеющей человеческий разум, волю и чувства-желания), но Личность во Христе только Божественная (Бог-Слово). Если бы во Христе была бы ещё и человеческая личность, то Он был бы одним из многих святых человеком (пусть даже самым святым), но уже не Богочеловеком. В таком случае, если бы благодать Божия сошла на человека Иисуса из Назарета только во время Его крещения в Иордане от Иоанна (а не во время Его непорочного зачатия), то Бог спас только одного бы Иисуса (всё остальное же человечество продолжало бы вечно мучиться в аду). В таинстве Евхаристии христиане возвышенными своими человеческими личностями соединяются именно с божественной Личностью (со вторым Лицом Святой Троицы = Богом-Сыном), через воспринятую Ею, спасённую, восстановленную в первозданное состояние, преображённую и обоженную (но обезличенную) человеческую природу. Это необходимо для полнейшего соединения со Христом Богом: «Мы имеем ум Христов» (1Кор. 2:16), «потому что мы члены тела Его (Церкви), от плоти Его и от костей Его» (Еф. 5:30).
Воплощение Божие происходит на каждой Божественной Литургии (которая может совершаться в каждом православном храме каждый день, кроме некоторых великопостных). Однако считается, что Христос только один раз сошёл на землю (воплотился), и христиане, вкушающие Святые Дары, вне времени и пространства участвуют вместе с Иисусом Христом и апостолами именно в той самой, первой Тайной Вечере в Сионской горнице. По смыслу, Святой Дух сходит на предложенные евхаристические хлеб и вино, не нарушая их физическую природу, но соединяясь с ними, как соединились во Христе Божественная и человеческая природы, так же, как и около 2000 лет назад Он же сошёл на Деву Марию, после чего Богородица нескверно зачала Иисуса Христа. Как во Христе две природы: нетварная — Божественная и сотворённая — человеческая, а личность только Божественная, так и в Святых Дарах две природы: нетварная — Божественная и сотворённая — хлеб и вино, посредством которых верующий соединяется уже с самой Божественной Личностью, отождествляющей Себя со Святыми Дарами: «Иисус же сказал им: Я есмь хлеб жизни; приходящий ко Мне не будет алкать, и верующий в Меня не будет жаждать никогда» (Ин. 6:35).
Христианство строго различает произошедшее единственное в истории воплощение Бога и случающиеся иногда вселения демонов в некоторых людей. В последнем случае личности нечистых духов не замещают собою личностей страждущих от них людей и могут быть изгнаны из одержимых ими людей. Даже в Гадаринском бесноватом, имевшем в себе целый легион демонов, дарованная Богом человеческая свобода не полностью была подавлена ими: «увидев же Иисуса издалека, прибежал и поклонился Ему» (Мк. 5:6).
Акт воплощения не следует отождествлять и с таким явлением, как олицетворение или персонификация.
По христианскому учению воплотиться может только Бог. Так, учение Оригена о предсуществовании человеческих душ, а также об их переселении и перевоплощении в другие тела, было отвергнуто Церковью на Пятом Вселенском Соборе.

### Альтернативные мнения в христианстве
Идея воплощения в унитарианстве существенно отличается от веры в Троицу: для унитариан концепция воплощения, «и Слово стало плотию», ограничена в смысле «слова» в псалмах — «Словом Господа сотворены небеса, и духом уст Его — все воинство их» (Пс. 32:6). Следовательно, «воплощение Слова» — не воплощённое лицо Троицы, а воплощение разума Бога. Например, см.: Социниане и Христадельфиане.

## Идея воплощения в других религиях и культуре
Учение о воплощении и перевоплощении (реинкарнация) со специфическими особенностями, встречается и в некоторых других религиях, например в индуизме, буддизме, языческой мифологии, каббалистике, магии и др.
Воплощением также называется реализация человеком какого-либо своего замысла (проекта, плана, идеи, сценария, мечты, желания или опасения, фантазии) и др. Тот, которому удалось осуществить свою задумку, справедливо и обоснованно называет её своим «детищем» (будто он его непосредственно родил) и даже частью и продолжением своей личности. Здесь прослеживается прямая аналогия с христианским воплощением Бога во Христе.